# Karl Eduard Claussen
Karl Eduard Claussen, né le 20 septembre 1930 à Kappeln, et mort le  5 octobre 2012 à Bargteheide, est un homme politique allemand, membre de l'Union chrétienne-démocrate d'Allemagne (CDU).

## Biographie

### Formation et vie professionnelle
Diplômé de droit de l'université de Hambourg, il a été haut fonctionnaire régional du Schleswig-Holstein entre 1962 et 1971, puis avocat à partir de 1988.

### Engagement politique
En 1962, il est élu bourgmestre de la ville de Bargteheide, puis il entre au Landtag du Schleswig-Holstein cinq ans plus tard. Le 24 mai 1971, il est nommé ministre des Affaires sociales du Land par le nouveau ministre-président chrétien-démocrate, Gerhard Stoltenberg. 
Promu ministre de la Justice le 29 mai 1979, il est reconduit par le successeur de Stoltenberg, Uwe Barschel, le 14 octobre 1982 et chargé, dès le lendemain, de l'intérim du poste de ministre de l'Intérieur. Il y est confirmé le 13 avril 1983, abandonnant le ministère de la Justice. Il est contraint de quitter le gouvernement le 31 mai 1988, à la suite du retour au pouvoir des sociaux-démocrates. 
Toutefois, il ne met fin à sa carrière politique qu'en 1996, à l'occasion des élections régionales.